# Weißpfennig

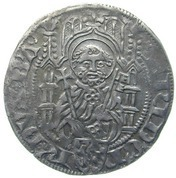
Weißpfennig del 1456-76 circa

Il Weißpfennig (denaro bianco, lat. denarius albus), detto anche brevemente Albus o rheinischer Groschen (grosso del Reno), è un grosso d'argento del tardo medioevo, che dalla seconda metà del XIV secolo si diffuse nella zona del Basso Reno. I quattro principi elettori renani, che si erano uniti nel 1385/86 nella Unione monetaria renana  (Rheinischer Münzverein), coniarono il Weißpfennig come moneta d'argento comune, accanto al fiorino d'oro renano. Mentre il fiorino d'oro era usato prevalentemente come moneta per i commerci, il Weißpfennig era ina "moneta per l'uso quotidiano". I Weißpfennig di Magonza mostrano su un lto la ruota di Magonza (Mainzer Rad) è perciò sono anche chiamati Raderalbus.

## Storia
I primi a coniare il Weißpfennig furono l'arcivescovo Kuno di Treviri e il nipote, l'arcivescovo Friedrich di Colonia nell'ambito della loro Münzverein fondata l'8 marzo 1372.
L'obiettivo di questa unione monetaria era la coniazione di monete d'oro e d'argento comuni con un titolo fissato.
La moneta d'oro comune era il fiorino (Gulden) sul cui dritto era raffigurato san Pietro, mentre la moneta d'argento comune era il Weißpfennig, che è menzionato per la prima volta in questo trattato. L'aspetto "bianco" (weiße) che diede il nome al Weißpfennig era dovuto all'elevata finezza dell'argento.

## Diffusione
Poiché il Groschen renano era molto popolare, ebbe ampia diffusione tra Heidelberg, al confine meridionale del Palatinato, fino a Moers, sul confine del Basso Reno, e fu riconiato da numerosi signori della Renania e della Vestfalia.